# Itō Sukeyuki
Itō Sukeyuki (伊東 祐亨 Itō Sukeyuki, Y Đông Hựu Hanh) (, còn được biết đến là Itoh Yukō, 20/5/1843 - 16/1/1914) là một sĩ quan chuyên nghiệp của Hải quân Đế quốc Nhật Bản thời kỳ Minh Trị.

## Thân thế
Sinh ra ở nơi giờ được gọi là thành phố Kagoshima, là con của một Samurai tại lãnh địa Satsuma, Itō đã từng học kĩ thuật hàng hải và đại bác, đã tham gia chiến tranh Anglo-Satsuma với tư cách là thành viên của hải quân lãnh địa Satsuma. Trước chiến tranh Boshin, Itō chuyển tới Edo và phát huy các kĩ năng hải quân trong các đội quân đang cố gắng lật đổ mạc phủ Tokugawa.

Tranh vẽ theo phong cách ukiyoe của Migita Toshihide miêu tả tướng Itō chấp nhận sự đầu hàng của quân đội Mãn Thanh sau trận chiến Weihaiwei tháng 11/1895

Sau cách mạng Minh Trị, Itō được phong làm đại úy hải quân (Kaigun Taii) và phục vụ trong tàu hộ tống Nisshin. Ông được thăng chức đại tá hải quân (Kaigun Taisa) năm 1882 và phục vụ trên rất nhiều tàu chiến của hạm đội hải quân đế quốc Nhật Bản trong những ngày đầu. Ngày 20 tháng 5 năm 1893 ông trở thành tư lệnh của đội tàu hải quân sẵn sàng.
Ngày 15 tháng 6 năm 1886, ông được thăng quân hàm chuẩn đô đốc (Kaigun Shosho) và sau đó là phó đô đốc (Kaigun Chusho) vào ngày 12 tháng 12 năm 1892.
Trong chiến tranh Trung - Nhật lần thứ nhất, ông trở thành tư lệnh đầu tiên của hạm đội hải quân phối hợp và đánh thắng một vài trận hải chiến trước hạm đội Beiyang (Bắc Dương) của Mãn Thanh do Thủy sư đề đốc Đinh Nhữ Xương (Ding Ruchang) chỉ huy.
Ngày 11 tháng 5 năm 1895, Itō trở thành tổng tham mưu trưởng hải quân đế quốc Nhật Bản. Năm 1898, ông được phong tước shishaku (tử tước) ngày 5 tháng 8 năm 1898 dưới trong cấp bậc quý tộc kazoku. Ông được phong quân hàm đô đốc (Kaigun Taisho) ngày 28 tháng 9 năm 1898.
Trong suốt chiến tranh Nga - Nhật, ông tiếp tục phục vụ với tư cách tổng tham mưu trưởng hải quân. Sau chiến tranh ông trở thành nguyên soái hải quân (Gensui Kaigun Taisho) ngày 31 tháng 1 năm 1905 và danh hiệu quý tộc của ông được nâng lên thành hakushaku (bá tước) năm 1907. Cùng thời gian, ông được nhận huân chương hải âu vàng hạng nhất (Order of the Golden Kite) cũng như dây kim tuyến cao quý của huân chương hoa cúc tối cao.
Itō bộc bạch rằng ông không có hứng thú với chuyện chính trị, nhưng sau đó ông được thừa nhận không chính thức là một trong những nguyên lão bởi người cùng thời.
Itō mất năm 1914. Mộ của ông nằm ở chùa Kaian, Shinagawa, Tokyo.